# Coppa della Serbia (calcio a 5)
La Coppa della Serbia di calcio a 5 (in serbo Футсал куп Србије) è una competizione calcettistica riservata a squadre maschili affiliate alla Federazione calcistica della Serbia, ente organizzatore della manifestazione. È il secondo torneo di calcio a 5 per importanza in Serbia dopo la massima divisione del campionato nazionale.

## Storia
Il torneo fu organizzato per la prima volta, nell'ambito del campionato di Serbia e Montenegro, nella stagione 2005-2006. La prima edizione si concluse con la vittoria del SAS Zrenjanin che in finale superò il Marbo Belgrado ai tiri di rigore. I successivi mutamenti geopolitici imposero la sospensione della competizione per quattro anni. A partire dal 2010 la Coppa nazionale si disputa regolarmente, fatta eccezione per l'edizione 2019-2020 che fu interrotta dalla pandemia di COVID-19. La formula a eliminazione diretta rende il torneo più incerto e combattuto rispetto alla Prva Liga.

## Albo d'oro
- 2005-2006:  SAS Zrenjanin (1)
- 2006-2010: non disputata
- 2010-2011:  Marbo Intermezzo (1)
- 2011-2012:  Marbo Intermezzo (2)
- 2012-2013:  Ekonomac (1)
- 2013-2014:  Ekonomac (2)
- 2014-2015:  Bečej (1)
- 2015-2016:  EuroMotus (1)
- 2016-2017:  Ekonomac (3)
- 2017-2018:  Ekonomac (4)

- 2018-2019:  Ekonomac (5)
- 2019-2020: edizione interrotta
- 2020-2021:  FON Banjica (1)
- 2021-2022:  Loznica (1)
- 2022-2023:  FON Banjica (2)
- 2023-2024:  Loznica (2)
- 2024-2025:  Loznica (3)